# Perehrestivka, Svitlovodsk
Perehrestivka (în ucraineană Перехрестівка) este un sat în comuna Hrîhorivka din raionul Svitlovodsk, regiunea Kirovohrad, Ucraina.

## Demografie
Componența lingvistică a localității Perehrestivka
     Ucraineană (100%)
Conform recensământului din 2001, toată populația localității Perehrestivka era vorbitoare de ucraineană (100%).